# ㅈ
ㅈ (reviderad romanisering: jieut, hangul: 지읒) är den nionde bokstaven i det koreanska alfabetet. Den är en av fjorton grundkonsonanter.